# Associatie van maanvaren en vleugeltjesbloem
De associatie van maanvaren en vleugeltjesbloem (Botrychio-Polygaletum) is een associatie uit het verbond van heischrale graslanden (Violion caninae). Het is een zeldzame plantengemeenschap met een zeer soortenrijke kruidlaag van grassen, grasachtige planten en kleinbloemige kruiden, die vooral in duingebieden voorkomt.
Deze associatie is door haar hoge biodiversiteit en zeldzaamheid van bijzonder belang voor het natuurbeheer.

## Naamgeving en codering
| Botrychio lunariae-Polygaletum vulgaris Prsg 1950 |

- Engels: Fine-grass annual communities of fixed grey dunes
- Syntaxoncode voor Nederland (rVvN): r19Aa03
- Natura2000-habitattypecode (EU-code): H6230
- BWK-karteringscode: hn

De wetenschappelijke naam Botrychio-Polygaletum is afgeleid van de botanische namen van twee opvallende begeleidende soorten voor de associatie, de gelobde maanvaren (Botrychium lunaria) en gewone vleugeltjesbloem (Polygala vulgaris).

## Fysiognomie
Vegetatie van de associatie van maanvaren en vleugeltjesbloem worden gekenmerkt door een dichte, laagblijvende, min of meer gesloten vegetatie met volledige afwezigheid van een boomlaag. Een beperkte struiklaag met kruipwilg kan aanwezig zijn.
Vooral de kruidlaag is zeer goed ontwikkeld, met zowel grassen als borstelgras, tandjesgras en gewoon reukgras, grasachtige planten als gewone veldbies, en kleinbloemige overblijvende kruiden als tormentil, hondsviooltje, stijve ogentroost en mannetjesereprijs.
De moslaag is weinig opvallend en evenmin divers.

## Ecologie
Deze plantengemeenschap komt vooral voor in de duinen, op de overgang tussen tussen de natte duinvalleien en de drogere duingraslanden. Bij voorkeur is er althans in het voorjaar een hoge grondwatertafel, maar de standplaatsen overstromen nooit. Enige verstoring als begrazing of betreding zijn nodig om de vegetatie open en laag te houden.
De bodem is in de regel oligotroof tot mesotroof, het grondwater enigszins basisch.

## Verspreiding
Het verspreidingsgebied van de associatie van maanvaren en vleugeltjesbloem is zeer beperkt to enkel de West-Europese kustgebieden.
In Nederland komt deze associatie langs de hele kuststrook voor, maar slechts lokaal en beperkt tot kleine oppervlaktes. De best bekende vertegenwoordigers zijn te vinden in Texel en Goeree.
In Vlaanderen wordt ze niet gevonden.

## Diagnostische taxa voor Nederland en Vlaanderen
De associatie is meestal zeer soortenrijk. Ze heeft slechts één specifieke kensoort, de veldgentiaan, die in België is uitgestorven en in Nederland zeer zeldzaam. De naamgevende soorten, gelobde maanvaren en gewone vleugeltjesbloem, zijn kensoorten voor het verbond maar komen ook in de zusterassociaties voor. Dominant in de vegetatie zijn voornamelijk tandjesgras, tormentil en hondsviooltje. Verder kunnen er in de associatie zeldzaamheden als herfstschroeforchis, gelobde maanvaren, rozenkransje en kleine schorseneer gevonden worden. Opvallend is de combinatie van soorten die indicatief zijn voor droogte- en voor vochtige bodems.
Ze onderscheidt zich van de andere associaties binnen het verbond door de aanwezigheid van zandzegge en duinriet.
In de onderstaande tabel staan de belangrijkste ken- en begeleidende plantentaxa van de associatie van maanvaren en vleugeltjesbloem voor Nederland en Vlaanderen.

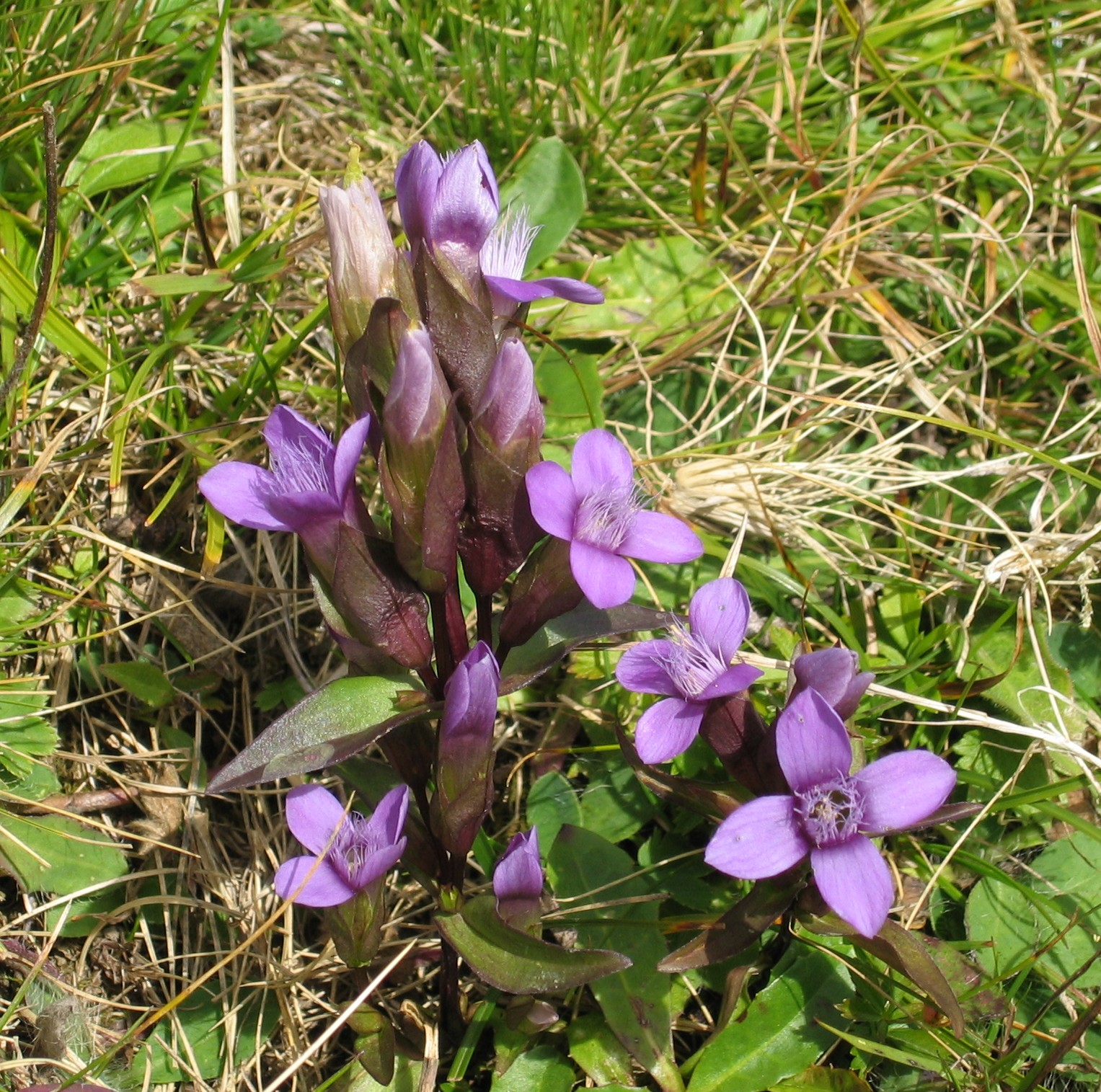
Veldgentiaan

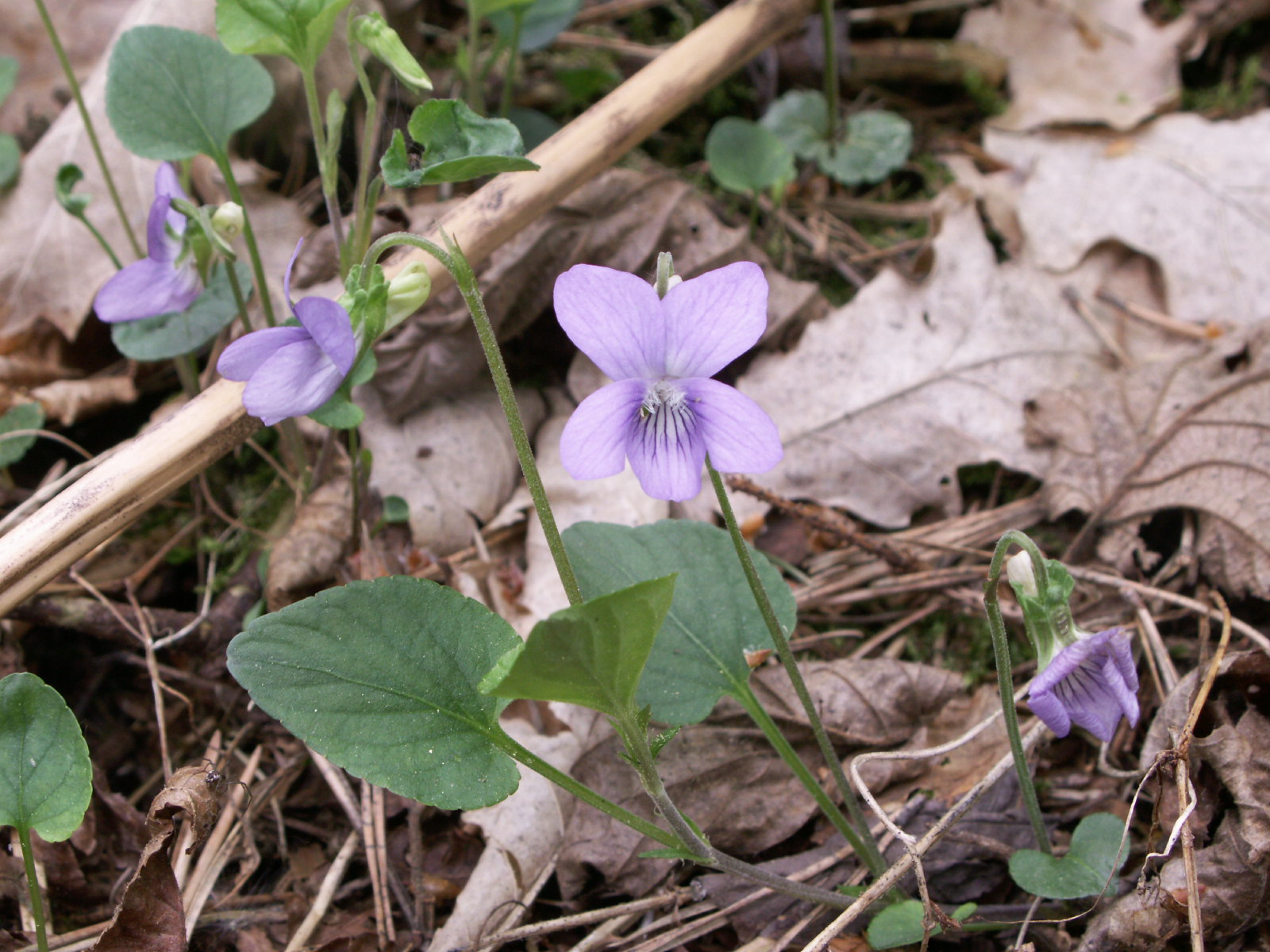
Hondsviooltje

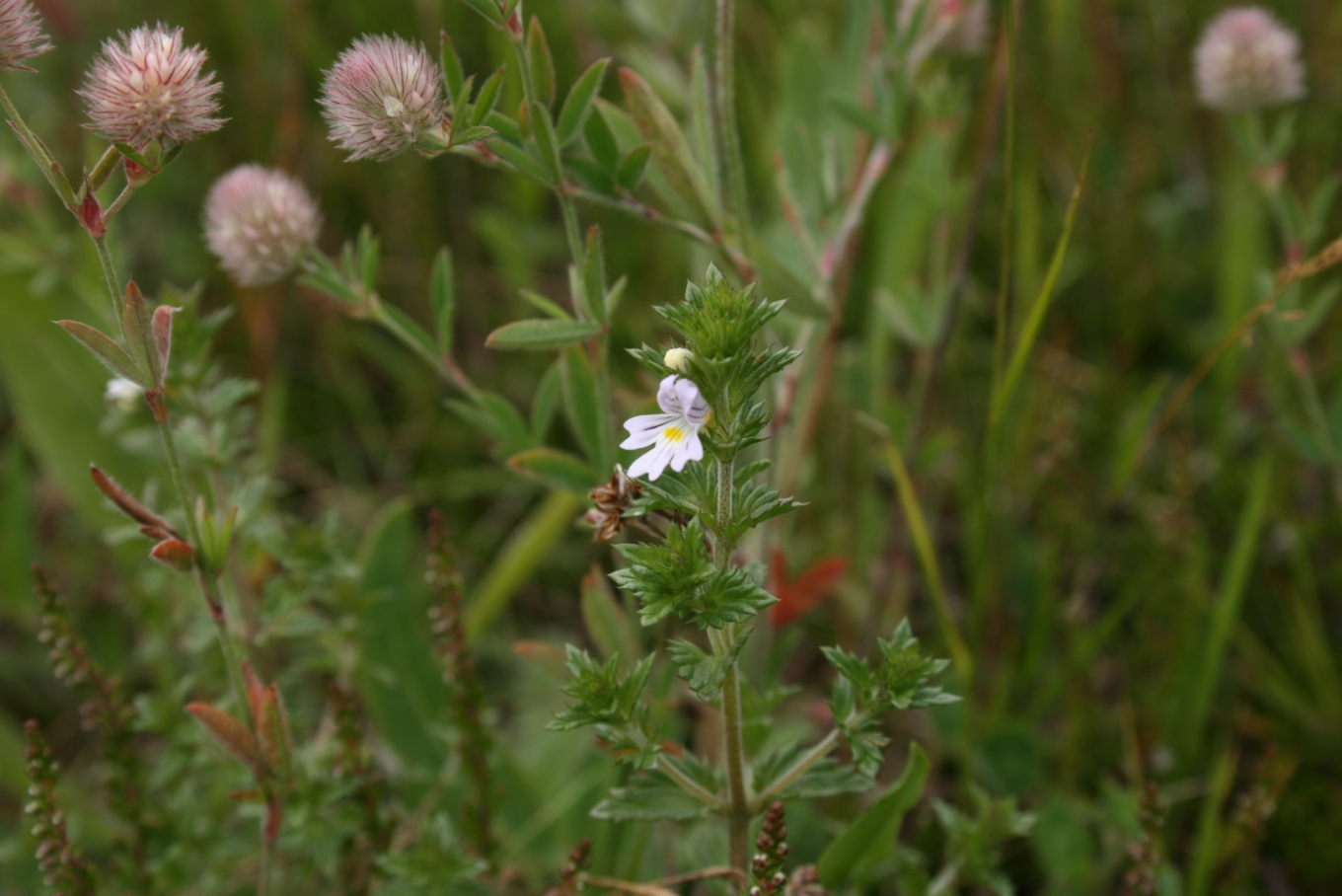
Stijve ogentroost

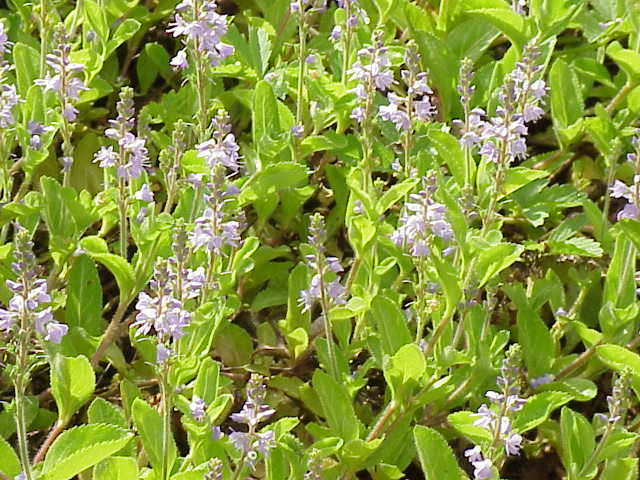
Mannetjesereprijs

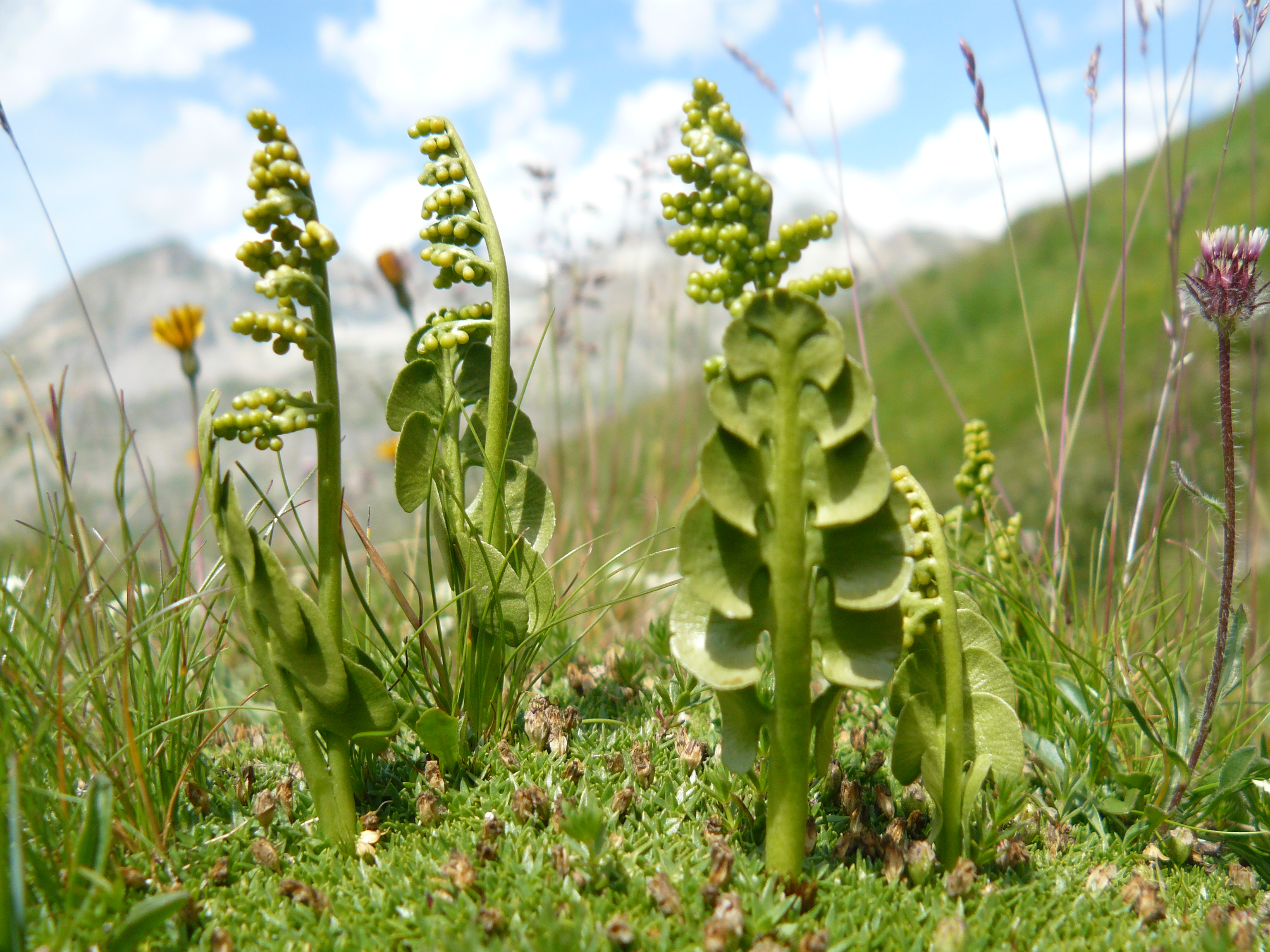
Gelobde maanvaren

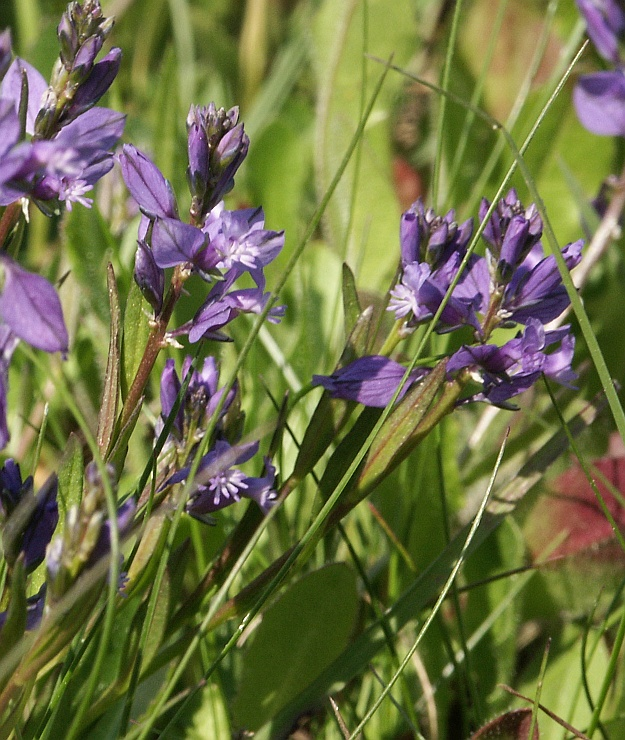
Gewone vleugeltjesbloem

Kruidlaag
| Kentaxon | Diff.soort | Abundantie | Triviale naam           | Botanische naam        | Opmerking |
| -------- | ---------- | ---------- | ----------------------- | ---------------------- | --------- |
|          |            | A          | kruipwilg               | Salix repens           |           |
| kA       |            | Z          | veldgentiaan            | Gentianella campestris |           |
| kV       |            | A          | hondsviooltje           | Viola canina           |           |
| kV       |            | O          | stijve ogentroost       | Euphrasia stricta      |           |
| kV       |            | O          | mannetjesereprijs       | Veronica officinalis   |           |
| kV       |            | Z          | herfstschroeforchis     | Spiranthes spiralis    |           |
| kV       |            | Z          | gelobde maanvaren       | Botrychium lunaria     |           |
| kV       |            | Z          | rozenkransje            | Antennaria dioica      |           |
| kV       |            | Z          | kleine schorseneer      | Scorzonera humilis     |           |
| kK       |            | D          | tandjesgras             | Danthonia decumbens    |           |
| kK       |            | D          | tormentil               | Potentilla erecta      |           |
| kK       |            | Z          | borstelgras             | Nardus stricta         |           |
|          |            | A          | gewone veldbies         | Luzula campestris      |           |
|          |            | A          | gewoon reukgras         | Anthoxanthum odoratum  |           |
|          |            | F          | gewone vleugeltjesbloem | Polygala vulgaris      |           |
|          |            | F          | gestreepte witbol       | Holcus lanatus         |           |
|          |            | F          | gewone brunel           | Prunella vulgaris      |           |
|          |            | F          | gewone rolklaver        | Lotus corniculatus     |           |
|          | dA         | F          | zandzegge               | Carex arenaria         |           |
|          |            | F          | gewone waternavel       | Hydrocotyle vulgaris   |           |
|          |            | F          | fijn schapengras        | Festuca filiformis     |           |
|          |            | F          | drienervige zegge       | Carex trinervis        |           |
|          |            | F          | blauwe zegge            | Carex panicea          |           |
|          |            | F          | zeegroene zegge         | Carex flacca           |           |
|          |            | O          | gewoon struisgras       | Agrostis capillaris    |           |
|          | dA         | O          | duinriet                | Calamagrostis epigejos |           |
|          |            | O          | smalle weegbree         | Plantago lanceolata    |           |
|          |            | O          | witte klaver            | Trifolium repens       |           |
|          |            | O          | muizenoor               | Pilosella officinarum  |           |
|          |            | O          | veldbeemdgras           | Poa pratensis          |           |
|          |            | O          | kleine leeuwentand      | Leontodon saxatilis    |           |

Moslaag
| Kentaxon | Diff.soort | Abundantie | Triviale naam   | Opmerking                |
| -------- | ---------- | ---------- | --------------- | ------------------------ |
|          |            | F          | groot laddermos | Pseudoscleropodium purum |
|          | dA         | Z          | gaffeltandmos   | Dicranum scoparium       |

## Bedreiging en bescherming
Deze associatie is sterk in de verdrukking , vooral ten gevolge van verdroging, ontkalking, vergrassing en verwaarlozing waardoor ze evolueert naar een struweel. Vreemd genoeg heeft dat in de duinen dikwijls te maken met een vermindering van de betreding en begrazing.

## Biologische Waarderingskaart
In de Biologische Waarderingskaart (BWK) van Vlaanderen en het Brussels Hoofdstedelijk Gewest is deze associatie opgenomen als droog heischraal grasland (hn).
Dit vegetatietype staat gewaardeerd als 'biologisch zeer waardevol'.